# 영화 목록/ㅂ
| #  | ㄱ  | ㄴ | ㄷ | ㄹ | ㅁ | ㅂ |
| ㅅ | ㅇ  | ㅈ | ㅊ | ㅋ | ㅌ | ㅍ |
| ㅎ | A~Z |    |    |    |    |    |

다음은 'ㅂ'자로 시작하는 영화 목록이다.

## 바-뱨
- 바닐라 스카이 (2001년)
- 바람 바람 바람 (2018년)
- 바람과 함께 사라지다 (1939년)
- 바람과 함께 사라지다 (2012년)
- 바람계곡의 나우시카 (1984년)
- 바람의 색 (2018년)
- 바람의 소리 (2009년)
- 바람이 분다 (2013년)
- 바보들의 행진 (1975년)
- 바이센테니얼 맨 (1999년)
- 바이스 (2018년)
- 바후발리: 더 비기닝 (2015년)
- 바후발리: 폭풍의 신 (2017년)
- 바빌론 (2023년)
- 박물관이 살아있다! (2006년)
- 박물관이 살아있다 2 (2009년)
- 박물관이 살아있다: 비밀의 무덤 (2014년)
- 박열 (2017년)
- 박쥐 (2009년)
- 박치기! (2004년)
- 박하사탕 (1999년)
- 반딧불이의 묘 (1988년)
- 반지의 제왕: 두 개의 탑 (2002년)
- 반지의 제왕: 반지 원정대 (2001년)
- 반지의 제왕: 왕의 귀환 (2003년)
- 반도 (2020년)
- 반칙왕 (2000년)
- 밤과 낮 (2008년)
- 밤쉘: 세상을 바꾼 폭탄선언 (2019년)
- 밤은 짧아 걸어 아가씨야 (2017년)
- 배트맨 (1989년)
- 배트맨 2 (1992년)
- 배트맨 3: 포에버 (1995년)
- 배트맨 4: 배트맨과 로빈 (1997년)
- 배트맨 대 슈퍼맨: 저스티스의 시작 (2016년)
- 배트맨 비긴즈 (2005년)
- 배틀로얄 (2000년)
- 백악관 최후의 날 (2013년)
- 백 투 더 퓨처 (1985년)
- 백 투 더 퓨처 2 (1989년)
- 백 투 더 퓨처 3 (1990년)

## 버-볘
- 버닝 (2018년)
- 버드맨 (2014년)
- 버킷 리스트: 죽기 전에 꼭 하고 싶은 것들 (2007년)
- 버틀러: 대통령의 집사 (2013년)
- 벌새 (2018년)
- 범죄도시 (2017년)
- 범죄도시 2 (2022년)
- 범죄도시 3 (2023년)
- 범죄도시 4 (2024년)
- 범죄와의 전쟁: 나쁜놈들 전성시대 (2012년)
- 범죄의 여왕 (2016년)
- 베를린 (2013년)
- 베이비 드라이버 (2017년)
- 베테랑 (2015년)
- 벤허 (1959년)
- 벤허 (2016년)
- 벼랑 위의 포뇨 (2008년)
- 변호인 (2013년)
- 별의 목소리 (2002년)
- 별들의 고향 (1974년)

## 보-뵤
- 보랏: 카자흐스탄 킹카의 미국 문화 빨아들이기 (2005년)
- 보통사람 (2017년)
- 보헤미안 랩소디 (2018년)
- 복수는 나의 것 (2002년)
- 본 레거시 (2012년)
- 본 슈프리머시 (2004년)
- 본 아이덴티티 (2002년)
- 본 얼티메이텀 (2007년)
- 볼케이노 (1997년)
- 봄날은 간다 (2001년)
- 봄 여름 가을 그리고 겨울 (1972년)
- 봄 여름 가을 겨울 그리고 봄 (2003년)

## 부-뷰
- 부당거래 (2011년)
- 부러진 화살 (2011년)
- 부산행 (2016년)
- 북북서로 진로를 돌려라 (1959년)
- 북극의 나누크 (1922년)
- 북촌방향 (2011년)
- 분노의 질주 (2001년)
- 분노의 질주: 더 맥시멈 (2013년)
- 분노의 질주: 더 세븐 (2015년)
- 분노의 질주: 더 오리지널 (2009년)
- 분노의 질주: 더 익스트림 (2017년)
- 분노의 질주: 언리미티드 (2011년)
- 분홍신 (2005년)
- 불꽃처럼 나비처럼 (2008년)
- 붉은 거북 (2016년)
- 붉은 돼지 (1992년)

## 브-비
- 브로크백 마운틴 (2005년)
- 브루스 올마이티 (2003년)
- 브링 잇 온 (2001년)
- 브이아이피 (2017년)
- 브이 포 벤데타 (2005년)
- 블랙 (2009년)
- 블랙 머니 (2019년)
- 블랙 스완 (2010년)
- 블랙 팬서 (2018년)
- 블랙 호크 다운 (2002년)
- 블레이드 (1998년)
- 블레이드 2 (2002년)
- 블레이드 3 (2004년)
- 블루 (2003년)
- 블루 벨벳 (1986년)
- 비긴 어게인 (2013년)
- 비밀 (2015년)
- 비밀은 없다 (2016년)
- 비밥바룰라 (2018년)
- 비열한 거리 (2006년)
- 비상선언 (2022년)
- 빅풋 주니어 (2017년)
- 빅 배드 폭스 (2017년)
- 빅 히어로 (2014년)
- 빌리 엘리어트 (2000년)
- 빌리 진 킹: 세기의 대결 (2017년)

## 빠-삐
- 빠삐용 (1973년)
- 뻐꾸기도 밤에 우는가 (1980년)
- 뻐꾸기 둥지 위로 날아간 새 (1975년)